# Adalwin de Ratisbonne
Pour les articles homonymes, voir Adalwin.
Adalwin (mort le 4 octobre 816) est le quatrième évêque de Ratisbonne de 791 à sa mort.

## Biographie
Comme les autres premiers évêques de Ratisbonne, il est un abbé mineur de Saint-Emmeran. La première mention documentaire de l'église Saint-Pierre, qui précède la cathédrale Saint-Pierre de Ratisbonne, est pendant son épiscopat.
Il est proche de Charlemagne. Il organise un synode à Rastibonne en 792 contre l'adoptianisme et pour établir un archevêché dans la Bavière que Charlemagne a conquis à Tassilon III de Bavière en 788 et mettre à sa tête Arn de Salzbourg.
Adalwin serait l'oncle de l'évêque Altwin d'Eichstätt.